# Cashflow (game)
Cashflow là một trò chơi dựa trên cuốn sách Dạy con làm giàu (Rich Dad Poor Dad) của Robert Kiyosaki. Mục đích của trò chơi để dạy cho người chơi cách quản lý dòng tiền.

## Thành phần
Bộ Cashflow 101 giống như một bước đệm, mang lại cho người chơi những kiến thức và tư duy ban đầu, còn mang tính may rủi. Nhưng khi chơi đến Cashflow 202, người chơi sẽ phải suy tính nhiều hơn, phải tư duy nhiều hơn, và đồng thời học hỏi được nhiều hơn những kiến thức về tài chính, biết phải sử dụng đồng tiền ra sao cho hợp lý.

## Cách chơi

### Rat Race
Đây là cửa ải đặt ra cho người chơi những thách thức từ sự luẩn quẩn, bế tắc về tài chính mà một người thường gặp phải. Bạn sẽ chiến thắng ở vòng thi này khi tạo được dòng thu nhập thụ động lớn hơn tổng chi phí hàng tháng.

### Fast Track
Khi đủ sức "mua" những giấc mơ của mình, bạn sẽ trở thành những người giàu bắt đồng tiền làm việc cho mình. Một khi giành được chiến thắng trong Cashflow, cũng có nghĩa là bạn đã có thể hoàn toàn tự tin với tư duy tài chính và túi tiền của mình trong cuộc sống thực tế.

## Phiên bản Tiếng Việt
Bộ trò chơi Cashflow phiên bản Tiếng Việt bàn cứng được sản xuất theo bản gốc của thương hiệu RichDad giúp người Việt chơi, hiểu và áp dụng được vào cuộc sống.
Bộ trò chơi gồm:
- Bàn Cashflow bằng bìa cứng đã được Việt hóa
- Tài liệu hướng dẫn chi tiết cách chơi bằng Tiếng Việt
- Bộ thẻ và tiền dùng trong trờ chơi
- Xúc xắc và cờ cá ngựa

## Mẹo
Nên trả hết tiền chi phí để tăng thêm tiền thu nhập bị động để ra khỏi vòng rate race